# Kapuk (Bakam)
Kapuk is een bestuurslaag in het regentschap Bangka van de provincie Bangka-Belitung, Indonesië. Kapuk telt 1135 inwoners (volkstelling 2010).